# Дитман, Владимир Александрович
Влади́мир Алекса́ндрович фон Ди́тман (1842, Дерпт — 26 июля [8 августа] 1904, Санкт-Петербург) — российский врач, основатель первого противотуберкулёзного санатория на северо-западе России.

## Биография
В 1861 году окончил училище Св. Анны в Санкт-Петербурге, в 1866 — медицинский факультет Дерптского университета со званием лекаря и золотой медалью за работу о микроскопическом строении лёгких. В 1867 году, сдав экзамен на русском языке при Медико-хирургической академии в Петербурге, получил степень доктора медицины.
В 1867—1869 годы работал врачом в Николаевском военном госпитале, в 1869—1871 — врачом Кадетского корпуса в Полоцке. В этот период создавал иллюстрации на стекле для демонстрации их с помощью «волшебного фонаря» при чтениях научного и воспитательного характера.
Выйдя в отставку в 1871 году, переехал в Петербург, усовершенствовался в гомеопатии у Виллерса и вёл частный приём пациентов как гомеопат трижды в неделю.
В 1887 году приобрёл участок земли и соснового леса, на котором в 1889 году на собственные средства основал противотуберкулёзный санаторий в имении Халила. Земельный участок санатория с принадлежавшими ему постройками и корпусами был выкуплен у В. А. Дитмана Канцелярией императора Александра III за 100 000 рублей золотом, что было эквивалентно сумме в 243 000 финляндских марок.
Наряду с русским, свободно владел немецким, французским и английским языками.
Осенью 1903 года заболел экссудативным плевритом туберкулёзного происхождения. Зимой лечился в Италии и на Ривьере, в июне 1904 года — в кумысолечебнице в Уфимской губернии. 26 июля (8 августа) 1904 года умер на обратном пути в Петербург.

## Научная деятельность
Состоял членом Санкт-Петербургского Общества врачей гомеопатов, был его секретарём, в 1887—1889 — президентом.
Участвовал в международных конгрессах по гомеопатии. Автор статей и лечебника по гомеопатии.

## Адреса в Петербурге
- Сергиевская ул., д. 17, кв. 4[2].